# Masegoso de Tajuña
Peralveche ist ein Ort und eine Gemeinde (municipio) mit 80 Einwohnern (Stand: 2024) im Zentrum der Provinz Guadalajara in der Autonomen Gemeinschaft Kastilien-La Mancha. 

## Lage und Klima
Masegoso de Tajuña liegt in einer Höhe von ca. 895 m in der Kulturlandschaft der Alcarria. Die Entfernung zur südwestlich gelegenen Provinzhauptstadt Guadalajara beträgt ca. 35 Kilometer (Fahrtstrecke). 
Das Klima ist gemäßigt bis warm; Regen (569 mm/Jahr) fällt übers Jahr verteilt.

## Bevölkerungsentwicklung
| Jahr      | 1970 | 1981 | 1991 | 2001 | 2011 | 2021 |
| Einwohner | 145  | 124  | 119  | 96   | 84   | 50   |

## Sehenswürdigkeiten
- Martinskirche

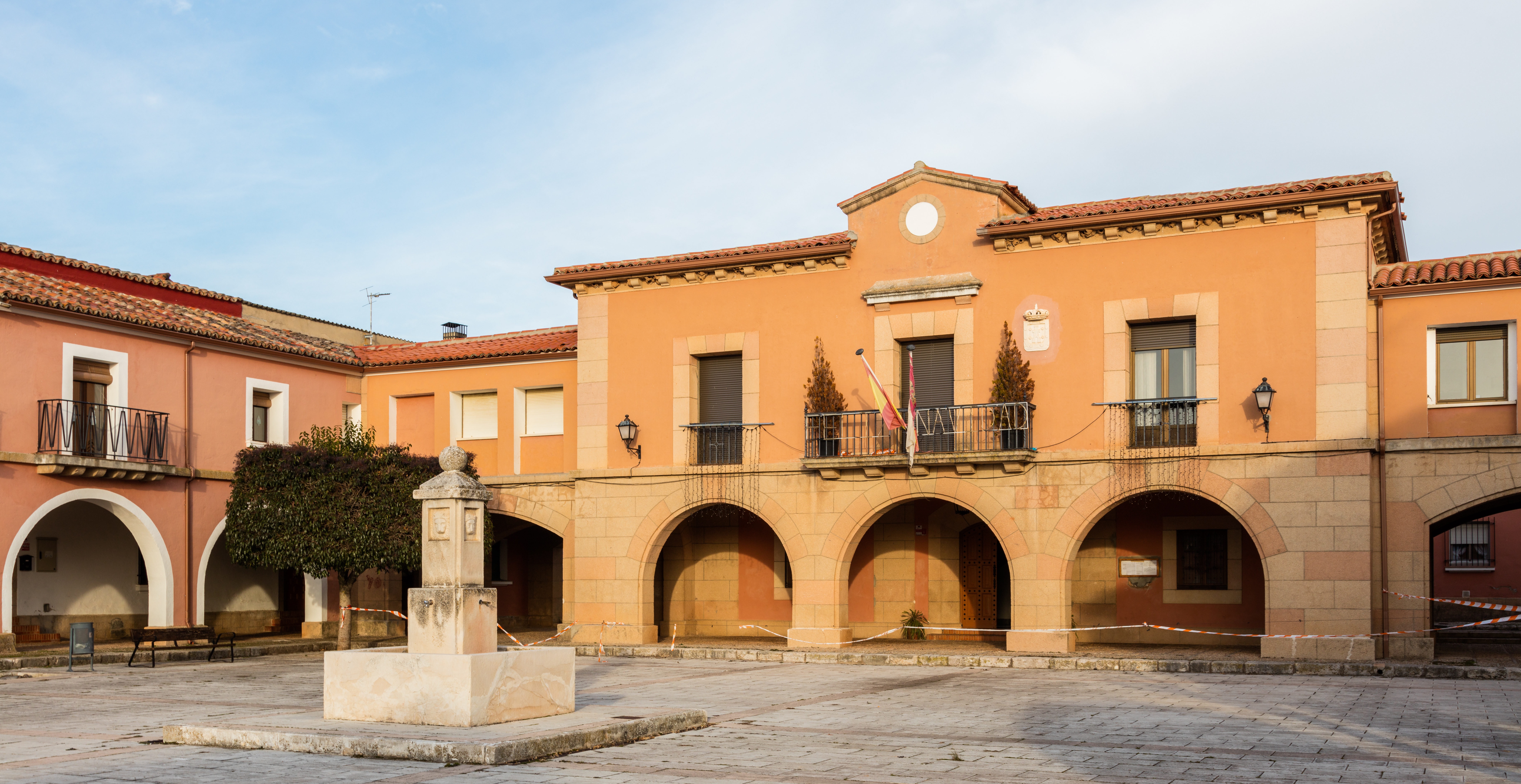
Rathaus